# Leszek Pieczonka
Leszek Pieczonka (ur. 12 maja 1941, zm. 10 października 1993) – wielokrotny reprezentant Polski w piłce ręcznej, tenisista, zawodnik Spójni Gdańsk, były prezes i trener Gdańskiego Towarzystwa Tenisowego Lechia, członek Komitetu Honorowego Klubu SHC Wybrzeże. Przyczynił się do rozbudowy kortów i powstania hali tenisowej przy ul. Traugutta 29, nieopodal stadionu piłkarskiego i rugbowego w Gdańsku, w osiedlu administracyjnym Aniołki.

## Śmierć i turnieje memoriałowe
Zmarł jesienią 1993 roku podczas gry w tenisa na turnieju dla amatorów. Do 2008 roku w GTT Lechia odbywały się turnieje memoriałowe ku jego pamięci o Puchar Prezydenta Gdańska.

## Rodzina
Jego syn, Maciej Pieczonka, jest trenerem tenisa. Młodszy wnuczek - Filip - w 2014 został mistrzem Polski krasnali w tenisie ziemnym, a starszy - Patryk - w 2016 został powołany do kadry Województwa Pomorskiego przez PWZPR.